# プレノール
プレノール(Prenol)は、天然に精製するアルコールである。IUPAC名は、3-メチル-2-ブテン-1-オールという。最も単純なテルペンの1つで、無色透明の精油であり、水には適度に溶け、ほとんどの有機溶媒と任意の割合で混ざる。果物のような香りを持ち、香水に使われることもある。
天然には、柑橘類、クランベリー、コケモモ、スグリ、ブドウ、ラズベリー、ブラックベリー、トマト、精白パン、ホップ油、コーヒー、キイチゴ、クラウドベリー、パッションフルーツ等に含まれる。また、ドイツのBASFや日本のクラレによって、医薬品や香料の中間体として工業生産されている。2001年の世界全体での生産量は6,000トンから13,000トンであった。

## 工業生産
プレノールは、工業的にはホルムアルデヒドとイソブテンを反応させ、得られたイソプレノール（3-メチル-3-ブテン-1-オール）を異性化することで生産される。

## ポリプレノール
プレノールは、次の一般式で表されるイソプレノイドアルコールの構成単位となる。
H–[CH2CCH3=CHCH2]n–OH
繰り返されるC5H8単位はイソプレンと呼ばれ、このような構造の化合物は「イソプレノール」と呼ばれることもあるが、プレノールの異性体であるイソプレノールとは別のものである。最も単純なイソプレノイドアルコールはゲラニオール(n=2)であり、ファルネソール(n=3)、ゲラニルゲラニオール(n=4)と続く。
アルコールと結合するイソプレン単位が飽和されたものはドリコールと呼ばれる。ドリコールは、多糖合成の際に糖を運搬する。細胞膜の防御、細胞タンパク質の安定化、免疫系の維持にも重要な役割を果たす。
プレノールは、少なくとも5単位以上ある時には、脱水反応によって重合し、重合体はポリプレノールと呼ばれる。ポリプレノールは、100単位程度まで大きくなれる。長鎖のイソプレノイドアルコールは、「テルペノール」とも呼ばれ、タンパク質、カロテノイド、脂溶性のビタミンA、ビタミンE、ビタミンK等のアシル化に重要な役割を果たす。
ポリプレノールは、細胞代謝においても重要である。摂取されたポリプレノールは、肝臓でドリコールに代謝され、ドリコールリン酸回路に入る。ポリプレノールの薬理活性は、慢性炎症性や腫瘍等によってドリコールが欠乏するのを補う効果に由来する。
生きた針葉樹の葉は、ポリプレノールを最も多く含み、広く供給源となっている。